# Macarostola pyrelictis
Macarostola pyrelictis är en fjärilsart som först beskrevs av Edward Meyrick 1927.  Macarostola pyrelictis ingår i släktet Macarostola och familjen styltmalar.
Artens utbredningsområde är Samoa. Inga underarter finns listade i Catalogue of Life.